# کاساما آکیو

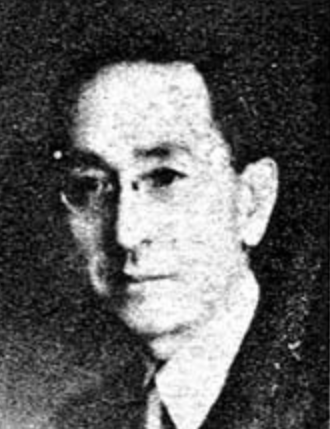
کاساما آکیو

آکیو کاساما (نوامبر ۱۸۸۵–۱ آوریل ۱۹۴۵) یک دیپلمات ژاپنی بود. او یکی از معدود متخصصان جهان اسلام در ژاپن پیش از جنگ بود و همچنین به عنوان یکی از جانباختگان حادثهٔ آوا مارو شناخته می‌شود.

## زندگی‌نامه
کاساما در کاندا سوئه‌هیروچو، کاندا-کو، شهر توکیو، استان توکیو (در حال حاضر ساتوکاندا ۳-چومه، چیودا-کو، توکیو) به دنیا آمد. او سومین پسر تاکئو نوناکا (۱۸۴۸–۱۹۰۲)، یک معلم مدرسهٔ معمولی و کاهن شینتو از استان تویاما بود و نام خانوادگی کاساما را از طرف مادرش به ارث برد و در کانازاوا، استان ایشیکاوا بزرگ شد.
پس از فارغ‌التحصیلی از مدرسه عالی اول، در سال ۱۹۰۹ از دانشکده حقوق دانشگاه امپراتوری توکیو در رشتهٔ سیاست فارغ‌التحصیل شد، در آزمون عالی خدمات مدنی قبول شد و به عنوان مشاور در وزارت راه‌آهن در ایالات متحده مستقر شد. در سال ۱۹۱۸، او به عنوان مشاور و معاون وزیر امور خارجه در وزارت امور خارجه در کنفرانس صلح پاریس شرکت کرد و به عنوان عضو کمیته اجرای پیمان صلح در فرانسه اقامت گزید. در سال ۱۹۲۲، او رئیس بخش دوم اداره اطلاعات وزارت امور خارجه شد و در سال ۱۹۲۳، به عنوان دبیر اول سفارت ژاپن در ایتالیا به ترکیه سفر کرد و در آنجا به عنوان دیپلمات دولت ژاپن مستقر شد. در سال ۱۹۲۴، او به عنوان دبیر اول سفارت ژاپن در رومانی و در سال ۱۹۲۶، به عنوان مشاور در سفارت ژاپن در فرانسه خدمت کرد. در سال ۱۹۲۷، او نماینده دولت ژاپن در شورای بین‌المللی کار شد و از آن زمان به عنوان نماینده دولت در سازمان بین‌المللی کار در ژنو مستقر بوده است. او نماینده ژاپن در دومین کنگره بین‌المللی مهاجرت که در سال ۱۹۲۸ برگزار شد، بود و قبل از بازنشستگی در سال ۱۹۳۸ به عنوان سفیر ژاپن در ایران و پرتغال خدمت کرد.
او مدیر اجرایی مؤسسهٔ پاسیفیک شد و در سال ۱۹۴۲، پس از وقوع جنگ پاسیفیک (جنگ بزرگ آسیای شرقی)، به عنوان رئیس ارتش و وابستهٔ نظامی وزارت ارتش منصوب شد و به بورنئوی سابق بریتانیا اعزام شد، جایی که مؤسسهٔ پاسیفیک مسئول سهم خود از پروژه تحقیقاتی در سرزمین‌های اشغالی جنوبی بود. از ژانویه ۱۹۴۳، او به عنوان مدیر دفتر تحقیقات ستاد پادگان بورنئو خدمت کرد، و در مارس ۱۹۴۵ به دفتر امور نظامی وزارت ارتش پیوست. با این حال، در ۱ آوریل ۱۹۴۵، در حالی که با کشتی ترابری آوا مارو از سنگاپور که در آن زمان تحت اشغال ژاپن بود، به ژاپن بازمی‌گشت، بر اثر غرق شدن آوا مارو توسط یک زیردریایی آمریکایی (حادثهٔ آوا مارو) درگذشت.

## افتخارات
- ۷ سپتامبر ۱۹۲۰ (تایشو ۹) – نشان گنجینه مقدس، درجه ششم
- ۲۸ سپتامبر ۱۹۲۹ - فرمان فرمانده Odrozenia Polskie با ستاره لهستانی
- ۹ اکتبر ۱۹۴۳ (شووا ۱۸) – نشان گنجینه مقدس، درجه دوم